# Яушев, Илларион Максимович
Илларио́н Макси́мович Я́ушев (16 января 1902 — 31 мая 1961) — советский певец, заслуженный артист РСФСР, заслуженный и народный артист Мордовской АССР. Эрзя.
Родился в селе Лобаски Лукояновского уезда (ныне — в Ичалковском районе Мордовии). В детские годы пел в церковном хоре.
Окончил музыкальный техникум Нижнем Новгороде. Учился в Московской консерватории (окончил в 1935 году) и в оперной студии Большого театра (окончил в 1936 году). Яушев был первым из мордовских певцов, получивших профессиональное музыкальное образование.
С 1937 года был солистом оперного театра в Саранске, впоследствии названного его именем. Был солистом Московской и Мордовской государственных филармоний.
Яушев обладал сильным голосом красивого тембра (баритональный бас) большого диапазона. Исполнял оперные партии, романсы, народные песни на русском, мордовском, украинском, башкирском, чувашском и марийском языках, песни современных композиторов.